# Огородникский сельсовет
Огоро́дникский сельсове́т (бел. Агародніцкі сельсавет) — административная единица на территории Каменецкого района Брестской области Белоруссии. Административный центр — агрогородок Огородники.

## Состав

— Населённые пункты Огородникского сельсовета

Огородникский сельсовет включает 15 населённых пунктов:
- Большие Комарники — деревня.
- Верба
- Вулька — деревня.
- Залесье — деревня.
- Заречье — деревня.
- Ковалики — деревня.
- Колодно — деревня.
- Макарово — деревня.
- Мачулище — деревня.
- Огородники — агрогородок.
- Плянта — деревня.
- Пяски — деревня.
- Свитичи — деревня.
- Токари — деревня.
- Хмели — деревня.